# Hans-Gerd Servatius
Hans-Gerd Servatius (* 17. Mai 1952 in Lüdenscheid) ist ein deutscher Unternehmer und Wissenschaftler. Er ist Mitgründer und Geschäftsführender Gesellschafter der auf Innovationsmanagement spezialisierten Dienstleistungsunternehmens Competivation und Honorarprofessor an der Universität Stuttgart.

## Leben
Servatius studierte technische Chemie, Verfahrenstechnik und Wirtschaftswissenschaften an der Universität Dortmund und an der RWTH Aachen (Dipl. - Ing. Dipl. - Wirt. Ing.). Neben seiner beruflichen Tätigkeit promovierte und habilitierte er extern an der Universität Stuttgart in Betriebswirtschaftslehre, wo er seit 1991 als Honorarprofessor für Technologie- und Innovationsmanagement lehrt.
Nach seinem Studium arbeitete Servatius in internationalen Beratungsunternehmen und hatte dort Führungspositionen inne.
Er ist Autor bzw. Herausgeber einer Reihe von Fachbüchern, zahlreicher Fachartikel und Redner auf vielen Konferenzen.